# Casa Fuster
La Casa Fuster és un edifici modernista projectat per Lluís Domènech i Montaner al capdamunt del passeig de Gràcia de Barcelona, catalogat com bé cultural d'interès local.

## Història
Després de tancar la seva fàbrica de xocolata, Pere Juncosa i Font vengué la propietat a Consol Fabra i Puig (filla de Camil Fabra i Fontanills i casada amb Marià Fuster i Fuster), que el 1905 va encarregar el projecte d'una nova residència a l'arquitecte Lluís Domènech i Montaner. Construïda entre 1908 i 1911, la família Fuster i Fabra va viure a la planta noble, període en el que estava considerat com un dels edificis més cars de la ciutat. El 1922, va ser adquirit per Jaume Ymbern i Fort, moment al que el Café Vienés, localitzat a la planta baixa, es va convertir en lloc de trobada i tertúlia dels artistes i membres de l'alta societat de l'època.
Durant molts anys, l'immoble va ser d'habitatges (els germans Espriu eren alguns dels llogaters), fins que el 1962 el va comprar l'Empresa Nacional Hidroelèctrica de la Ribagorçana (ENHER) amb la intenció d'enderrocar-lo i fer-hi una nova seu. Tanmateix, gràcies a l'oposició popular i a diversos articles anònims a la premsa del moment, es va salvar i uns anys després, el 1978, s'inicià una rehabilitació per adaptar l'interior al seu nou ús i es va restaurar l'exterior.
L'any 2000, l'empresa Hoteles Center va adquirir la casa, i després d'una llarga i costosa rehabilitació dirigida pels arquitectes Josep Juanpere i Josep Riu, el 2004 s'hi va obrir l'hotel Casa Fuster, amb 5 estrelles. Les protestes d'entitats veïnals de Gràcia que reclamaven que l'edifici es convertís en un espai cultural i d'equipaments no van servir per frenar el projecte.

## Descripció
Es tracta d'una construcció a tres vents i consta de soterrani, planta baixa, principal, quatre pisos i terrat pla transitable.
A les dues façanes principals, l'arquitecte va utilitzar elements neogòtics i florals, propis del seu llenguatge modernista, però, en aquesta ocasió, amb una certa contenció i un concepte més auster en les ornamentacions. Aquesta contenció es veu precisament en els elements decoratius de les diferents obertures i els capitells que ofereixen una esquematització en els motius vegetals i una clara tendència a les línies més planes i geomètriques. Així mateix, la cantonada pren protagonisme amb la construcció d'un cos cilíndric en tota la seva alçada, element ja present a altres obres de Domènech i Montaner com l'Hospital de Sant Pau o la Casa Lleó i Morera. Aquest element torrejat es desenvolupa només des del primer pis, tot quedant la planta baixa com punt diàfan amb una gran columna central. La base del cilindre forma així una mena de voladís ricament esculpit i d'on arrenquen uns nervis que aboquen en una mena de mènsules d'ordre jònic. Aquestes mènsules fan de base a les columnes (de fust estriat i capitell esculpit) que configuren la galeria porticada del primer pis. Aquest element porticat es desenvolupa a ambdós costats de la torre (al primer pis de les façanes del Passeig de Gràcia i del carrer Gran de Gràcia) concretament, com una galeria en voladís que serveix de base als balcons localitzats al segon nivelli. Destaquen les obertures dels pisos superiors, a manera de finestres coronelles (d'inspiració medieval) amb llinda trilobulada, algunes d'elles amb mainells i baranes de ferro. L'edifici es remata amb unes mansardes d'estil francès i un balustre de pedra corregut que la zona de la torre es completa amb uns pinacles.
La façana del carrer de Gràcia fa ús de l'estructura metàl·lica vista i d'elements austers en la decoració, més característica de les seves primeres obres arquitectòniques.
Destaca molt especialment la gran varietat i riquesa dels material emprats, especialment del marbre vermell del fust de les columnes de la planta baixa que contrasta amb el blanc de la façana.
El soterrani de l'edifici, on antigament hi havia una sala de ball anomenada El Danubio Azul, s'ha convertit en la sala d'esdeveniments Domènech i Montaner. Es troba just a sota del Café Vienés i és d'estructura molt similar a aquest. Es tracta d'un espai molt ampli amb grans columnes amb fust llis i capitell floral abstracte que sostenen les voltes de maó revestides amb pa d'or i que contrasta amb el terra de tessel·les negres que adopten una forma circular.
A la planta baixa, hi ha el vestíbul amb la recepció de l'hotel; és un espai de gran diafanitat gràcies a la seva estructura hipòstila amb gran columnes de fust estriat de marbre vermell i capitell floral que recullen el grans arcs que suporten les voltes de maó. Aquesta estructura es manté en l'espai conegut com a Cafè Vienès 
(que recupera el nom de l'antic cafè que s'ubicava al mateix lloc, de gran popularitat entre els barcelonins durant els anys quaranta per ser un punt de trobada per a les tertúlies) però en aquest cas, les voltes de maó estan pintades amb pa d'or. Al vestíbul es localitzen dues escales que donen accés als pisos superior, una d'elles (la que es troba cap al carrer de Gràcia) tancada avui dia per una estructura metàl·lica. La blancor de les parets contrasta amb el sòcol pintat de color groc, un dels poc elements coloristes de l'edifici a més de les columnes. Actualment disposa també de dos ascensors.
Finalment, a la planta noble hi ha el restaurant de l'hotel, anomenat Galaxó, en referència al turó on Marià Fuster tenia una casa a Mallorca. Es tracta d'una estança amb vistes al passeig de Gràcia, amb tres zones únicament separades per arcades de pedra i on les columnes que conformen la galeria porxada queden incorporades a l'interior de l'estança. Actualment, el sostre original es troba cobert amb un plafó de formes ondulades decorat amb pa d'estany, que reinterpreta en clau més contemporània les voltes de la planta baixa.
La resta de plantes es troben ocupats per les habitacions de l'hotel i altres espais d'esbarjo com el gimnàs o el bar, entre d'altres. Destaca en aquest sentit la coberta planta transitable, avui dia ocupada per la terrassa del bar i una piscina.

## Galeria

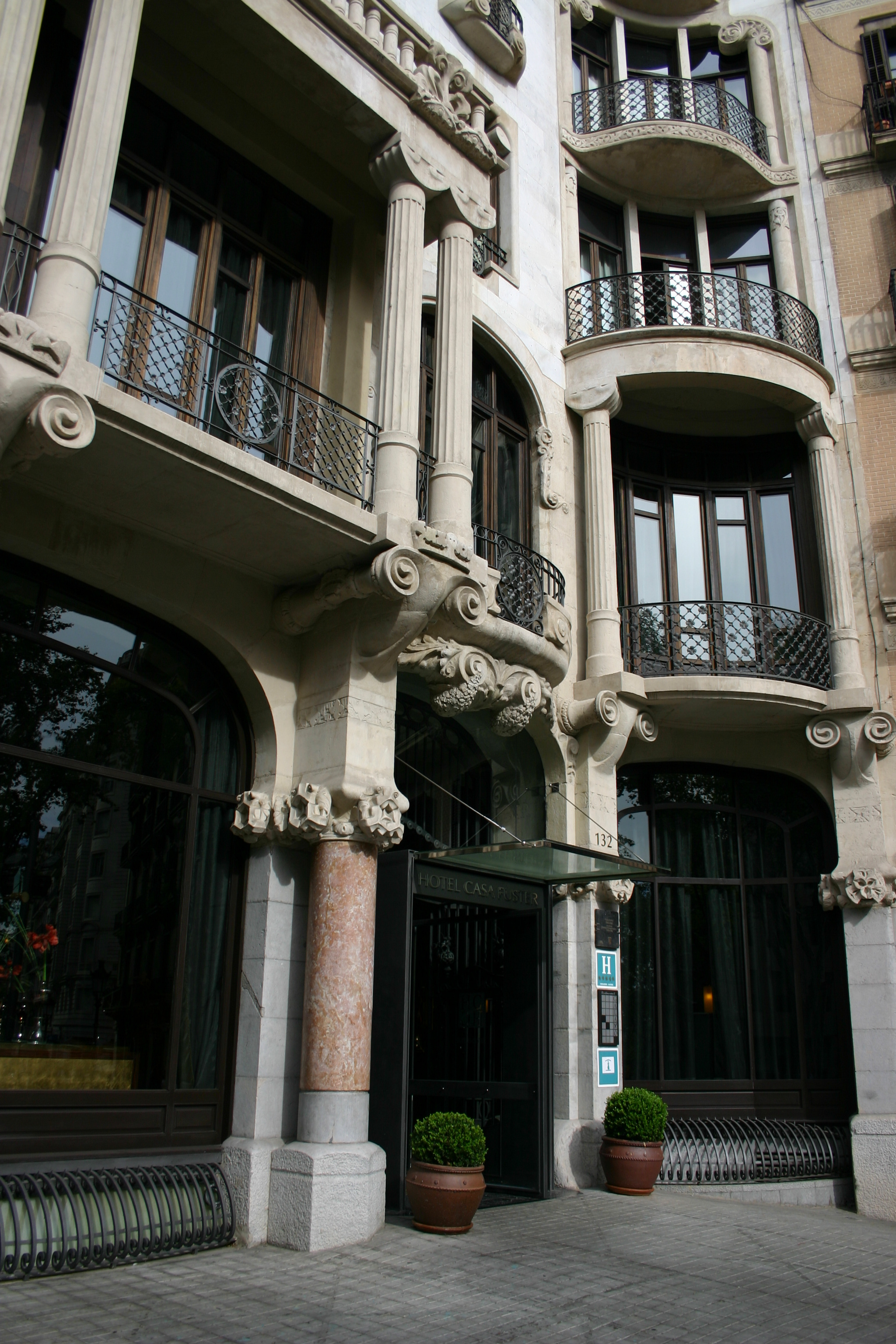
Detall de l'entrada
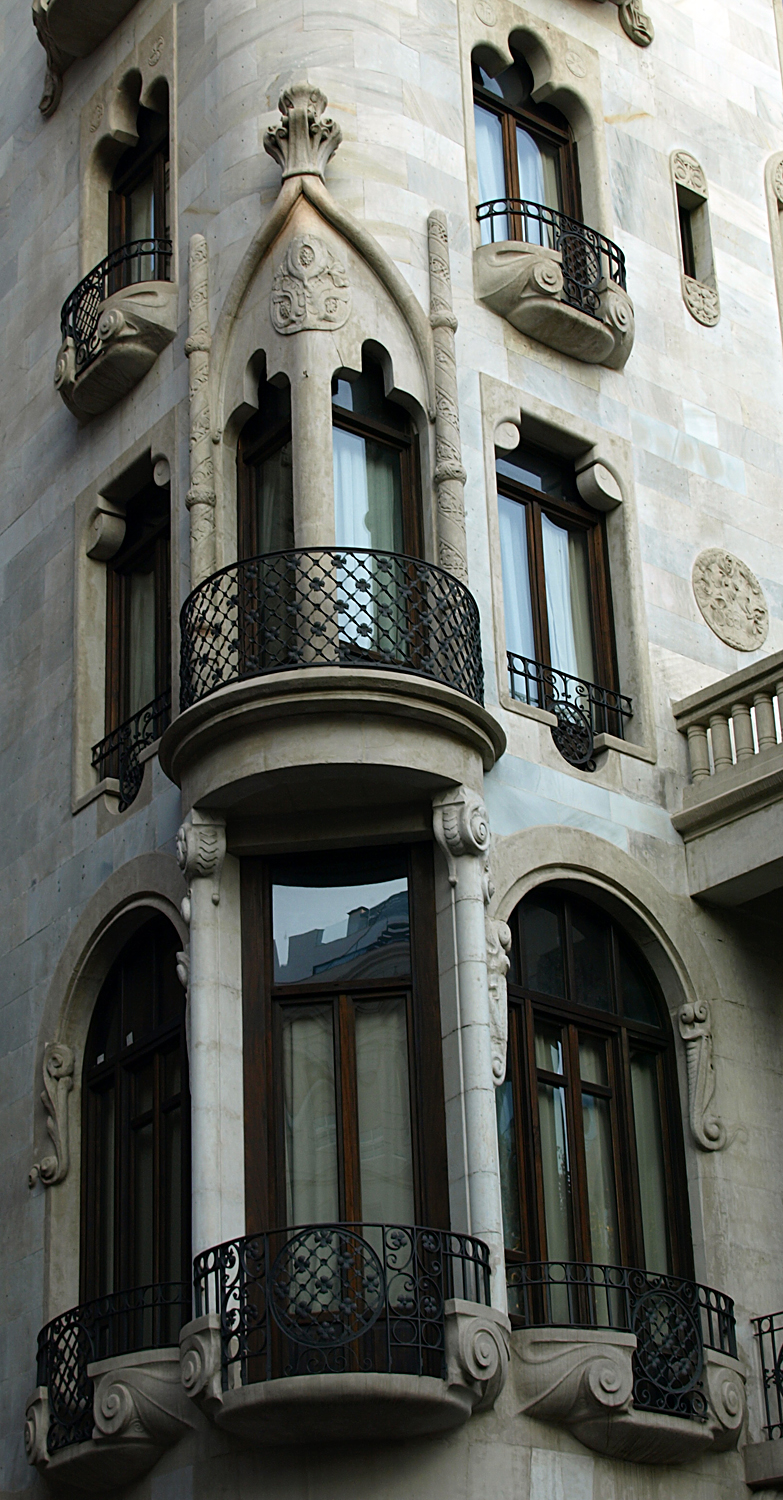
Detall de la façana
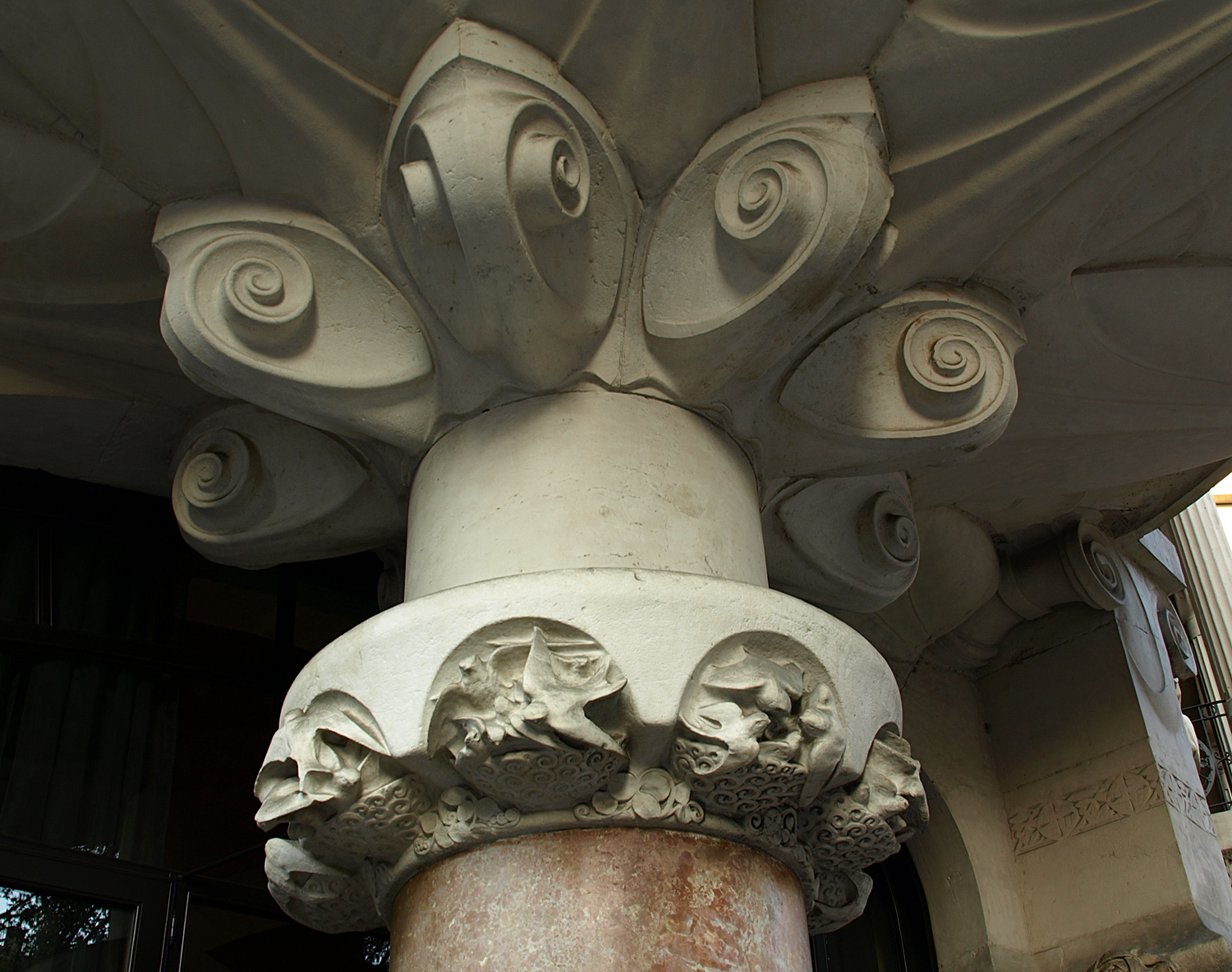
Detall